# Joël Zangerlé
Joël Zangerlé (Luxemburg, 11 oktober 1988) is een Luxemburgs voormalig wielrenner die in 2016 reed voor Leopard Pro Cycling.

## Overwinningen
2010
 Luxemburgs kampioen op de weg, Beloften
2013
 Spelen van de Kleine Staten van Europa, Wegrit

## Ploegen
- 2011 –  Team Differdange-Magic-Sportfood.de
- 2012 –  Leopard-Trek Continental Team
- 2013 –  Leopard-Trek Continental Team
- 2014 –  Leopard Development Team
- 2015 –  Cult Energy Pro Cycling
- 2016 –  Leopard Pro Cycling

Carbel · Downing · Gerdemann · Guldhammer · Hník · Kirsch · Larsson · Lemarchand · Mager · Mortensen · Pedersen · Quaade · Reihs · Vinther · Wegmann · Zangerlé
Brockhoff · Dieteren · Foti · Krieger · Leyder · Mandrysch · Morabito · Nõmmela · Olesen · Schlechter · Silvestre · Vanden Bak · Wirtgen · Zangerlé